# Горное (Башкортостан)
Горное (баш. Горный) — деревня в Караидельском районе Республики Башкортостан Российской Федерации. Входит в состав Ургушевского сельсовета. 

## География

### Географическое положение
Расстояние до:
- районного центра (Караидель): 32 км,
- центра сельсовета (Ургуш): 7 км.
- ближайшей ж/д станции (Щучье Озеро): 117 км.

## Население
| 2002 | 2009 | 2010 |
| ---- | ---- | ---- |
| 63   | ↘44  | ↘30  |

Национальный состав
Согласно переписи 2002 года, преобладающая национальность — татары (87 %).